# Autostrada A32
Die Autostrada A32 (italienisch für ‚Autobahn A32‘), auch Autostrada del Frejus genannt, ist eine italienische Autobahn im Nordwesten des Landes, die von Turin bis zum Fréjus-Straßentunnel an der Grenze zu Frankreich führt. Sie ist 73 km lang und zwischen Oulx est und Almese mautpflichtig.

## Verlauf
Die A32 verbindet die Stadt Turin und damit auch die Wirtschaftsregion der Poebene mit Frankreich und Lyon. Sie ist neben der A5 die einzige Autobahn, die die Alpen nach Frankreich überquert und daher sehr bedeutend.
Kernstück ist der Fréjus-Straßentunnel (auch Mont-Cenis-Tunnel genannt). Dieser ist jedoch als eigene Tunnelautobahn T4 (Traforo stradale del Frejus) klassifiziert.
Sie verläuft durch das Val di Susa und führt entlang der höchsten Berge der Alpen.
Die A32 beginnt in Turin, wo sie von der Stadtumfahrung Turins (ital. Tangenziale) abzweigt. Bei Avigliana erreicht sie die Alpen und folgt dem Fluss Dora Riparia vorbei an den Orten Condove, Borgone Susa, Susa und Oulx.
Bei Bardonecchia endet die A32 direkt beim Fréjus-Straßentunnel.

Verlauf der A32

In Frankreich wird die Autobahn als Autoroute A43 weitergeführt.

## Ausbauzustand
Die Gesamtlänge der Autobahn beträgt 73 km, davon befinden sich 19 km auf Brücken und 18 km in Tunnels.
Die Strecke ist durchgehend vierspurig ausgebaut und besitzt 3 Raststätten.
Aufgrund der Gebirgslage besitzt die A32 mehrere Tunnels, der längste ist der Cels mit einer Länge von 5.241 Metern.
Viele Anschlussstellen sind nur als Halbanschlussstellen ausgebaut. Es ist daher nur eine Auffahrt bzw. Abfahrt in eine Richtung möglich.

## Verwaltung

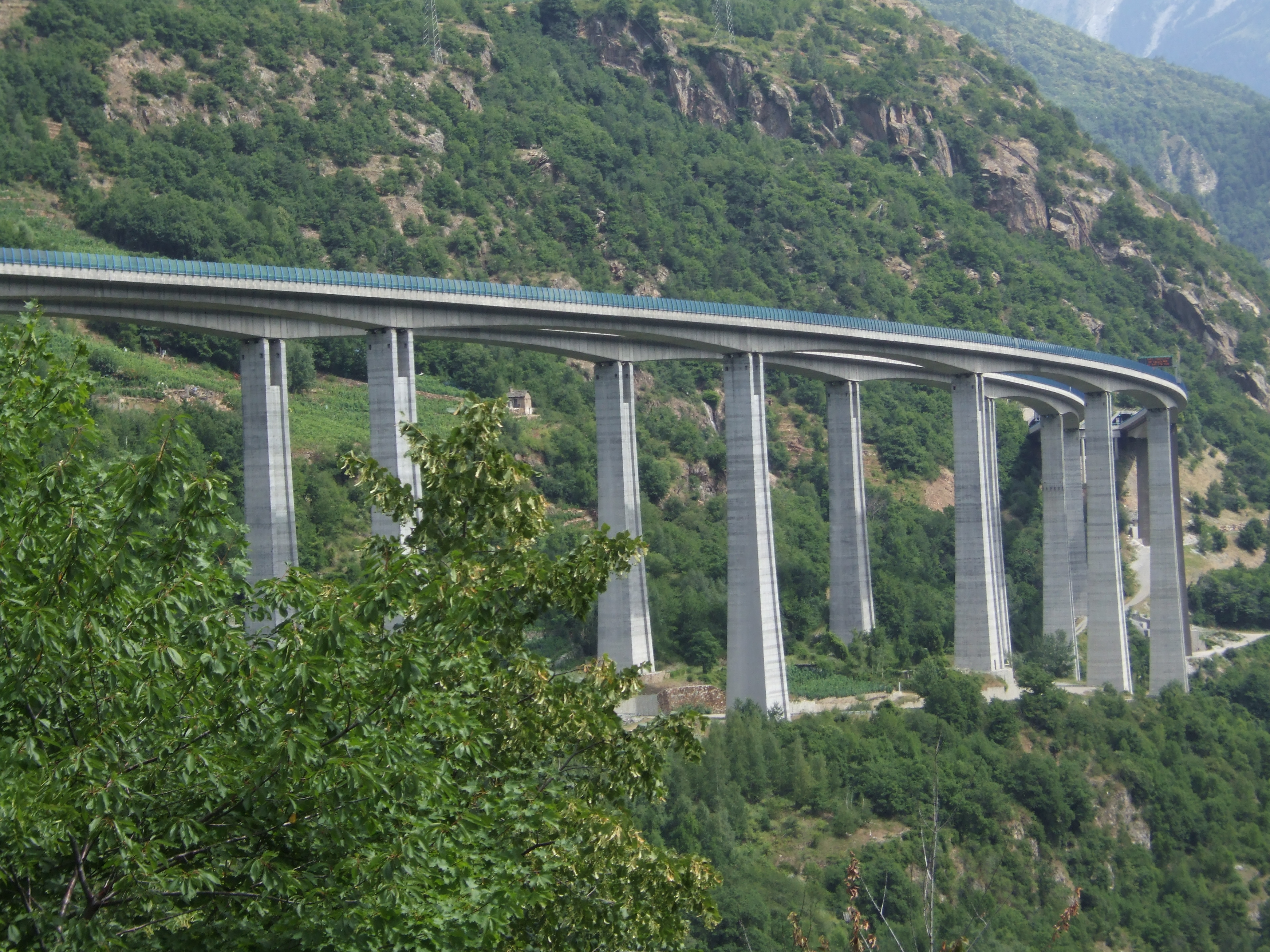
Eine der zahlreichen Brücken der A32

Die Autobahn wird zwischen Rivoli und der Einfahrt zum Fréjus-Straßentunnel von der italienischen Autobahngesellschaft SITAF (Società Italiana per il Traforo Autostradale del Frejus) verwaltet.

## Maut
Die A32 ist mautpflichtig, allerdings weist sie, anders als die meisten Autobahnen, ein anderes Mautsystem auf. Normalerweise ist die Höhe der Maut bestimmt nach der zurückgelegten Entfernung und der benutzten Straße sowie der Fahrzeugklasse. Die Maut wird beim Verlassen der Autobahn in Autobahnstationen bezahlt.
Diese Autobahn jedoch wird als offenes System verwaltet, d. h. an den beiden Mautstationen wird, unabhängig von der zurückgelegten Entfernung, nur ein Pauschalbetrag erhoben; durch Umfahren der beiden Mautstationen kann die Autobahn also zu einem großen Teil kostenlos benutzt werden.
→ siehe auch: Maut in Italien

## Geschichte
Die Bauarbeiten zur A32 begannen in den 1980er-Jahren.
Der erste Abschnitt mit einer Gesamtlänge von 21 km zwischen Bardonecchia und Deveys wurde am 15. Oktober 1987 eröffnet. Dieser Abschnitt wurde von der ANAS errichtet.
1990 wurden die Strecken zwischen Turin – Avigliana (01.12.) sowie zwischen Borgone – Bussoleno (02.06.) eröffnet. 1992 folgten schließlich der Abschnitt zwischen Deveys und Susa sowie die Strecke zwischen Avigliana und Borgone.

Der letzte Abschnitt zwischen Bussoleno und Susa wurde am 7. Juli 1995 eröffnet.

## Umfahrung Oulx
Ab der Anschlussstelle Oulx circonvallazione der A32 beginnt die Umfahrungsstraße von Oulx, die zwar einspurig ausgeführt, aber als Autobahn klassifiziert ist. Sie umfährt das Ortsgebiet von Oulx auf einer Gesamtlänge von 2,3 km und hat einen Anschluss nach Cesana Torinese. Der gesamte Abschnitt wird von SITAF selbst verwaltet.